# فاليريا ماتزا
فاليريا ماتزا (بالإسبانية: Valeria Raquel Mazza)‏ وهي عارضة أزياء وسيدة أعمال أرجنتينية ولدت في يوم 17 فبراير 1972 في مدينة روساريو في الأرجنتين صنفت كأفضل عارضات الأزياء في أمريكا اللاتينية.

## روابط خارجية
- فاليريا ماتزا على موقع IMDb (الإنجليزية)
- فاليريا ماتزا على موقع إن إن دي بي (الإنجليزية)
- فاليريا ماتزا على موقع قاعدة بيانات الفيلم (الإنجليزية)
- فاليريا ماتزا على موقع دليل عارضات الأزياء (الإنجليزية)